# النا ایروئتا
النا ایروئتا آسانسا (اسپانیایی: Elena Irureta Azanza‎؛ زادهٔ ۳۰ ژوئیهٔ ۱۹۵۵) بازیگر اهل اسپانیا است.
از فیلم‌ها یا برنامه‌های تلویزیونی که وی در آن نقش داشته‌است، می‌توان به مادران، عشق و زندگی، بسته از هر سو، چشم‌هایم برای تو، سنجاب قرمز، کیسه هوا، سلام، تنهایی؟، فارغ‌التحصیلی روح و دیار اجدادی اشاره کرد.